# اعتصاب‌های استیج کوچ
اعتصابات استیج کوچ از سال ۲۰۲۱ تا به حال گروه ای از اعتصاب های کارگری در حال انجام توسط رنده های اتوبوس گروه استیجکوچ در کل بریتانیا می باشد که نخستین آن در سال ۲۰۲۱ شروع گردید.   کارگرهای در بیش از ۲۰ ناحیه گوناگون با نمایندگی اتحاد اتحادیه ، اتحادیه ملی کارگران راه آهن، دریانوردی و حمل و نقل (آر ام تی) یا جی ام بی در مجادلات کاری با استیجکوچ درگیر شدند و در چندین مورد از آن ناحیه ها اعتصاب برگزار گردید. 

## جدول زمانی

### ۲۰۲۱
در تاریخ ۶ سپتامبر، اتحاد اتحادیه اخطار داد که استیج کوچ در هر دو لنکاوی و لیورپول با اعتصاب های فرضی پیش رو می باشد و اعتراف داشت که این شرکت "۵۸.۴ میلیون پوند سود نموده و ۸۷۵ میلیون پوند نقدینگی در معرض دسترس است" در سال ۲۰۲۰، ولی راننده های اتوبوس دستمزد اندکی کسب نمودند و حمایت مطلوبی برای قرنطینه شدن در طول کرونا-۱۹ به آنان داده نگردید.  یونیت همچنین نسبت به حجوم های محتملی در کنت و اسکاتلند اخطار داد. 
در تاریخ ۱ اکتبر، راننده های اتوبوس مرسی ساید و لنکاوی جنوبی در لنکاوی به سود اعتصاب رای نمودند و روزهای اعتصاب را در ۱۴، ۱۶و ۲۲ اکتبر برنامه ریزی نمودند، در میان دلواپسی از فقدان راننده ناشی از دستمزد کم.  با این شرایط موجود، در تاریخ ۱۴ اکتبر، اعتصاب برنامه ریزی گردیده در لنکاوی بعد از سازش نوین لغو گردید. قرارداد نوین یک ساله شامل افزایش ۴.۴درصدی دستمزد برای راننده ها می شود که از ۲.۲۵درصدی که کارگر ها در سال ۲۰۲۰ کسب کرده بودند، بیشتر است 